# Jules Le Jeune

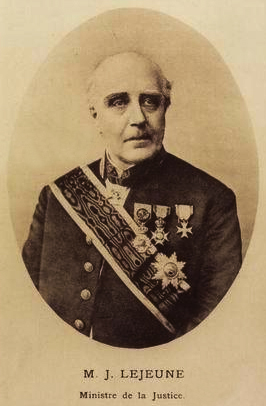
Jules Le Jeune

Jules Ange Ladislas Le Jeune of Lejeune (Luxemburg,  5 mei 1828 - Brussel, 18 februari 1911) was een Belgisch advocaat, hoogleraar en politicus voor de Katholieke Partij.

## Biografie

### Familie
Jules Lejeune was een zoon van Jean Lejeune, controleur van het kadaster, en Joséphine Petit. Hij trouwde met Mathilde Vriens. Ze waren de schoonouders van Alphonse de Riquet de Caraman Chimay, volksvertegenwoordiger en gemeenteraadslid van Chimay.

### Loopbaan
Le Jeune promoveerde in 1851 tot doctor in de rechten en in 1852 tot doctor in de politieke en administratieve wetenschappen aan de Université libre de Bruxelles. Als eminent jurist doceerde hij staathuishoudkunde aan de ULB: van 1860 tot 1864 als docent, van 1864 tot 1878 als buitengewoon hoogleraar en daarna als ere-gewoon hoogleraar.
Hij vestigde zich in 1852 als advocaat in Brussel en werd in 1860 en tot aan zijn dood advocaat bij het Hof van Cassatie. Van 1906 tot 1908 was hij er stafhouder. Hij was ook voorzitter van de Belgische federatie van advocaten.
Van 1861 tot 1872 was hij gemeenteraadslid van Elsene. Van 1887 tot 1894 was hij als lid van de Katholieke Partij minister van Justitie in de regering-Beernaert. Van 1894 tot 1900 zetelde hij vervolgens in de Senaat als provinciaal senator voor Brabant.
Als minister lag hij in 1888 aan de basis van de wet op de voorwaardelijke invrijheidstelling, beter bekend als de Wet-Lejeune. Ook de Wet tot beteugeling der landlooperij en der bedelarij, uitgevaardigd in 1891, was zijn geesteskind. Voorts zette hij zich in voor een correcte toepassing van de taalwet van 1889 in gerechtszaken en verbond hij zijn naam aan de taalwet van 1891, waardoor voortaan de hoven van beroep in Brussel en Luik strafprocessen in de taal van vorige aanleg zouden behandelen. Hij was echter wel een tegenstander van eentaligheid in Vlaanderen.
In 1894 werd hij benoemd tot minister van Staat.
Le Jeune werd in 1892 stichtend voorzitter van de Koninklijke vereniging voor de bescherming van gemartelde kinderen en lid van het Internationaal Congres voor criminele antropologie in Brussel, in 1893 lid van het Internationaal Congres voor Strafrecht in Parijs, in 1894 stichtend erevoorzitter van de Unie van de vrederechter en in 1910 voorzitter van het Congres tegen het alcoholisme in Brussel.

## Publicaties (selectie)
- Histoire des institutions judiciaire en Belgique, 1847 (studie bekroond door de Koninklijke Academie).
- 'Sur le pouvoir des communes en matière d'impôt', in La Belgique judiciaire, 1854.
- Etude sur la Constitution belge, thesis ULB, 1857.